# Brits PGA Kampioenschap 2012
Het belangrijkste PGA Kampioenschap van Europa wordt op West Course van The Wentworth Club in Engeland gespeeld. Het toernooi maakt deel uit van de Europese PGA Tour.
Titelverdediger is Luke Donald, die in 2011 Lee Westwood in de play-off versloeg en daarmee ook de eerste plaats op de wereldranglijst van hem overnam. Die eerste plaats is hem eind maart ontnomen door Rory McIlroy maar als hij hier wint heeft hij hem terug, tenzij Rory ook heel hoog eindigt.

## 40 jaar
Voorafgaand aan het toernooi werd het 40-jarig bestaan gevierd van de Europese Tour, die op 12 april 1972 werd opgericht, en van BMW, dat een maand later het daglicht zag. Vertegenwoordigers van de Tour, van BMW, van BBC televisie en van Sky Sports waren hierbij aanwezig, onder meer de 87-jarige John Jacobs OBE (een van de oprichters van de Tour en de eerste directeur), George O'Grady CBE (huidige directeur), Sam Torrance OBE en Michael King, die beiden in de eerste jaren van de Tour al speelden. Met team van de media werd door het team van de Tour/BMW/Wentworth verslagen.

## Pro-Am
Op woensdag wordt de Pro-Am op de West Course van Wentworth gespeeld. De opbrengst gaat naar The Children’s Trust.

## Verslag

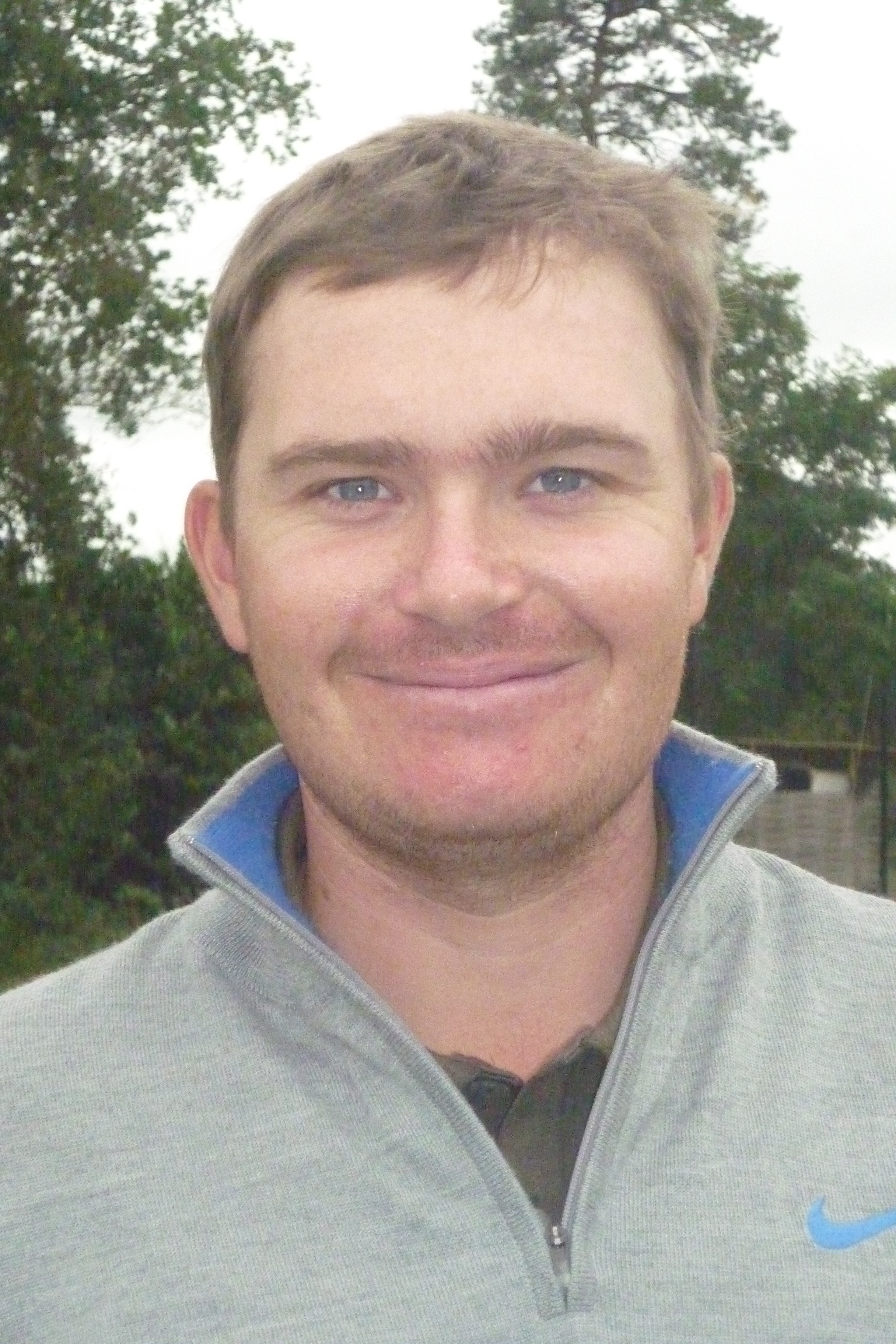
James Morrison brak toernooirecord

Voordat dit toernooi begon, werden al ankele records gevestigd. Nog nooit hadden 14 winnaars van Majors meegedaan: Rich Beem, Michael Campbell, Darren Clarke, Ben Curtis, Ernie Els, Retief Goosen, Pádraig Harrington, Martin Kaymer, Paul Lawrie, Graeme McDowell, Rory McIlroy, Shaun Micheel, José María Olazabal en Charl Schwartzel. Samen wonnen ze 20 Majors.
Van de 150 deelnemers hebben 110 spelers een toernooi op de Europese Tour gewonnen en samen wonnen ze 458 toernooien.

#### Ronde 1
Iedereen start bij dit toernooi van de eerste tee. Marc Warren zat in de eerste partij, en ging meteen aan de leiding met een ronde van -4. Later moest hij het leiderschap delen met George Coetzee, Robert Rock en Ernie Els.
 De middagronde zorgde voor twee nieuwe leiders; David Drysdale en Peter Lawrie maakten ieder een ronde van -6. Justin Rose en Alvaro Quiros kwamen met -5 op de derde plaats. Nicolas Colsaerts en Robert-Jan Derksen had een redelijke ronde, maar Joost Luiten kwam bijna onderaan de lijst.

#### Ronde 2
James Morrison verbeterde het toernooirecord met een score van 64 en ging aan de leiding.

#### Ronde 3

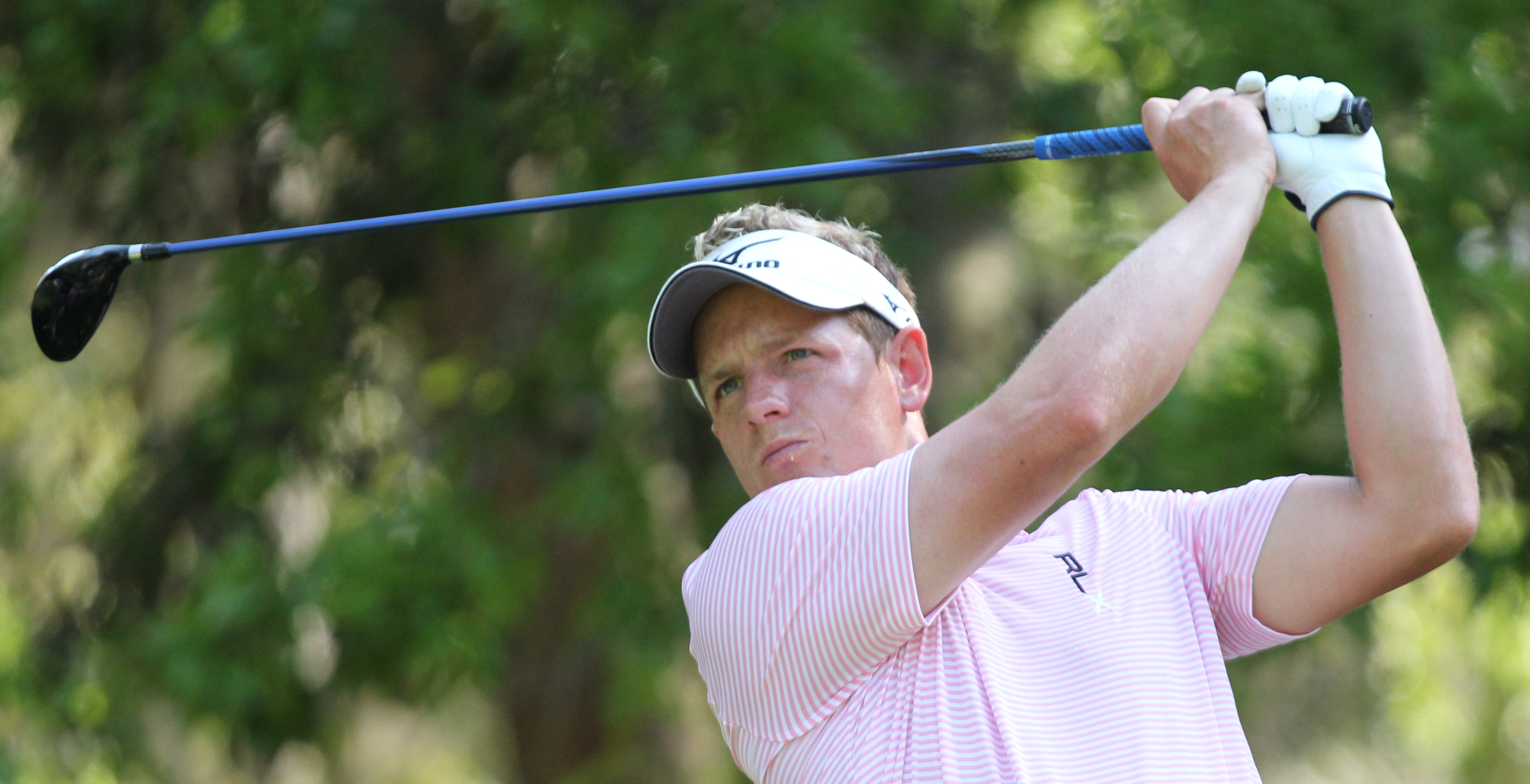
Justin Rose leider Ronde 3

Voor Luke Donald wordt dit een interessante week. Aangezien de huidige nummer 1 van de wereld, Rory McIlroy, de cut heeft gemist, kan Donald de eerste plaats op de wereldranglijst heroveren. Hij moet daarvoor in de top 8 eindigen op dit toernooi. Hij heeft zichzelf een goede kans gegeven door bij ronde 3 aan de leiding te gaan.

De leiders van ronde 2 speelden onder par en bleven in de top-5. Er waren enkele dramatische scores. Zo stond Morrison, die aan de leiding stond aan het begin van deze ronde, na acht holes op +9 en maakte Derksen een ronde van +7. Slechts tien spelers maakte een ronde onder par.

#### Ronde 4
Leider Luke Donald begon de ronde als leider en bleef de hele ronde aan de leiding. Hij won met vier slagen voorspron en heeft welverdiend zijn eerste plaats op de wereldranglijst heroverd.

De beste score was een 66 van George Coetzee en Paul Lawrie, die daarmee naar de tweede plaats steeg.
Leaderboard
| Naam               | R1 | R1  | Stand | R2 | R2 | Totaal | Stand | R3 | R3  | Totaal | Stand | R4 | R4  | Totaal | Stand |
| ------------------ | -- | --- | ----- | -- | -- | ------ | ----- | -- | --- | ------ | ----- | -- | --- | ------ | ----- |
| Luke Donald        | 68 | -4  | T6    | 68 | -4 | -8     | T2    | 69 | -3  | -11    | 1     | 68 | -4  | -15    | 1     |
| Paul Lawrie        | 69 | -3  | T21   | 71 | -1 | -4     | T17   | 71 | -1  | -5     | T4    | 66 | -6  | -11    | T2    |
| Justin Rose        | 67 | -5  | T3    | 71 | -1 | -6     | T6    | 69 | -3  | -9     | 2     | 70 | -2  | -11    | T2    |
| Peter Lawrie       | 66 | -6  | T1    | 71 | -1 | -7     | T4    | 72 | par | -7     | 3     | 71 | -1  | -8     | 4     |
| Branden Grace      | 69 | -3  | T21   | 69 | -3 | -6     | T6    | 73 | +1  | -4     | T13   | 70 | -2  | -7     | 5     |
| Richard Sterne     | 71 | -1  | T48   | 68 | -4 | -5     | T11   | 72 | par | -5     | T4    | 71 | -1  | -6     | 6     |
| Ernie Els          | 68 | -4  | T6    | 73 | +1 | -3     | T25   | 70 | -2  | -5     | T4    | 72 | par | -5     | T7    |
| David Drysdale     | 66 | -6  | T1    | 70 | -2 | -8     | T2    | 78 | +6  | -2     | T13   | 70 | -2  | -4     | T10   |
| Alvaro Quiros      | 67 | -5  | T3    | 70 | -2 | -7     | T4    | 77 | +5  | -2     | T13   | 70 | -2  | -4     | T10   |
| James Morrison     | 68 | -4  | T6    | 64 | -8 | -12    | 1     | 91 | +9  | -3     | T11   | 71 | -1  | -4     | T10   |
| Robert Rock        | 68 | -4  | T6    | 76 | +4 | par    | T48   | 74 | +2  | +2     | T39   | 69 | -3  | -1     | T20   |
| George Coetzee     | 68 | -4  | T6    | 77 | +5 | +1     | T59   | 76 | +4  | +5     | T51   | 66 | -6  | -1     | T20   |
| Marc Warren        | 68 | -4  | T6    | 76 | +4 | par    | T48   | 72 | par | par    | T24   | 72 | par | par    | T28   |
| Jamie Donaldson    | 67 | -5  | T3    | 73 | +1 | -4     | T17   | 77 | +5  | +1     | T29   | 76 | +4  | +5     | T53   |
| Robert-Jan Derksen | 71 | -1  | T48   | 71 | -1 | -2     | T28   | 81 | +9  | +7     | T61   | 73 | +1  | +8     | T61   |
| Nicolas Colsaerts  | 72 | par | T67   | 74 | +2 | +2     | MC    |    |     |        |       |    |     |        |       |
| Joost Luiten       | 75 | +4  | T134  | 73 | +1 | +5     | MC    |    |     |        |       |    |     |        |       |

| Leider |  | Toernooirecord |  | MC = missed cut = cut gemist |  | DQ = disqualified |

## Spelers
| - Felipe Aguilar - Thomas Aiken - Fredrik Andersson Hed - Rich Beem - Grégory Bourdy - Gary Boyd - Markus Brier - Rafael Cabrera Bello - Michael Campbell - Alejandro Cañizares - Paul Casey (2009) - Alex Cejka - Christian Cévaër - Shiv Chowrasia - Darren Clarke - George Coetzee - Robert Coles - Nicolas Colsaerts - Daniel Denison - Rhys Davies - Carlos Del Moral - Robert-Jan Derksen - Andrew Dodt - Luke Donald (2011) - Jamie Donaldson - Bradley Dredge - Scott Drummond (2004) - David Drysdale - Victor Dubuisson - Simon Dyson - Johan Edfors - Ernie Els - Niclas Fasth - Gonzalo Fernández-Castaño - Kenneth Ferrie - Richard Finch - Oliver Fisher - Ross Fisher | - Tommy Fleetwood - Oscar Florén - Mark Foster - Marcus Fraser - Lorenzo Gagli - Stephen Gallacher - Ignacio Garrido (2003) - Jean-Baptiste Gonnet - Ricardo González - Retief Goosen - Tano Goya - Branden Grace - Richard Green - Benjamin Hebert - Mark F. Haastrup - Anders Hansen - Søren Hansen - Pádraig Harrington - Grégory Havret - Peter Hedblom - Benjamin Hebert - Michael Hoey - Keith Horne - David Horsey - David Howell (2006) - Mikko Ilonen - Raphaël Jacquelin - Thongchai Jaidee - Scott Jamieson - Miguel Ángel Jiménez (2008) - Richard S Johnson - Michael Jonzon - Martin Kaymer - Simon Khan (2010) - James Kingston - Søren Kjeldsen - Jbe' Kruger - José Manuel Lara | - Martin Laird - Pablo Larrazábal - Paul Lawrie - Peter Lawrie - Thomas Levet - Tom Lewis - Sam Little - Shane Lowry - Joost Luiten - David Lynn - Matteo Manassero - Pablo Martín - Gareth Maybin - Graeme McDowell - Richard McEvoy - Paul McGinley - Damien McGrane - Rory McIlroy - Shaun Micheel - Edoardo Molinari - Francesco Molinari - Colin Montgomerie (1998, 1999, 2000) - James Morrison - Garth Mulroy - George Murray - Christian Nilsson - Alexander Norén - José María Olazabal (1994) - Thorbjørn Olesen - Hennie Otto - Andrea Pavan - Ian Poulter - Phillip Price - Julien Quesne - Alvaro Quiros - Richie Ramsay - Robert Rock - Justin Rose | - Brett Rumford - Ricardo Santos - Charl Schwartzel - Marcel Siem - Jeev Milkha Singh - Joel Sjöholm - Lee Slattery - Richard Sterne - Graeme Storm - Jaco Van Zyl - Anthony Wall - Marc Warren - Romain Wattel - Steve Webster - Lee Westwood - Peter Whiteford - Bernd Wiesberger - Danny Willett - Chris Wood - Fabrizio Zanotti - Matthew Zions Regionale spelers - Richard Wallis - Simon Lilly - Matthew Cort - Paul Streeter - David H Smith - Chris Gill - David Higgins - Barrie Trainor - Creig Hutcheon - David Patrick Invitaties - Jorge Campillo - Ben Curtis - Jamie Elson - Robert Karlsson - Oliver Wilson |

Eerste reserve: Sam Little
2010 · 
2011 · 
2012 · 
2013 · 
2014 · 
2015 ·
2016